# Флаг Боровичей
Флаг муниципального образования городское поселение город Боровичи́ Боровичского муниципального района Новгородской области Российской Федерации — опознавательно-правовой знак, служащий официальным символом муниципального образования.
Ныне действующий флаг утверждён 31 января 2012 года и 29 марта 2012 года внесён в Государственный геральдический регистр Российской Федерации с присвоением регистрационного номера 7568.

## Описание
«Прямоугольное двухстороннее полотнище с отношением ширины к длине 2:3, состоящее из двух равных вертикальных полос голубого (у древка) и белого цвета. В середине голубой полосы — жёлтое сияющее солнце, а в середине белой — жёлтый руль с чёрной рукоятью и таковыми же креплениями».

## Обоснование символики
Флаг города Боровичи создан по гербу города Боровичи, который был разработан на основе исторического герба уездного города Боровичи Новгородского наместничества, Высочайше утверждённого 2 (13) апреля 1772 год. Описание исторического герба гласит: «Щит надвое разрезанной чертою перпендикулярною, голубое с серебром, в первом изображении золотаго солнца, показует милость к сему селению Ея Императорского Величества, в серебряном поле натуральнаго цвету окованной железом руль означает, что искусство тутошних кормщиков причиняет безопасность пловущим судам в опасных сих местах».
История Боровичей уходит в глубь веков. Большую жизнь бывшему селу дала река Мста, являвшаяся составной частью главной торговой магистрали России — Вышневолоцкой водной системы. 28 мая (8 июня) 1770 года Екатерина II подписала Указ о присвоении поселению статуса города, а в 1772 году утвердила его герб, в котором солнце символизирует благосклонность императрицы к этому городу.
Создание флага города Боровичи на основе исторического герба показывает бережное отношение жителей города к своему прошлому, верность традициям, сохранившуюся преемственность многих поколений жителей.
Голубой цвет (лазурь) — символ возвышенных устремлений, искренности, преданности, возрождения.
Белый цвет (серебро) — символ чистоты, открытости, божественной мудрости, примирения.
Жёлтый цвет (золото) — символ высшей ценности, величия, богатства, урожая.
Чёрный цвет символизирует благоразумие, мудрость, скромность, честность.

## История
Муниципальное образование городское поселение город Боровичи является правопреемником муниципального образования Боровичское городское поселение.
Первый флаг Боровичского городского поселения был утверждён решениями Совета депутатов Боровичского городского поселения от 3 ноября 2005 года № 17 и от 16 декабря 2005 года № 25. Описание флага, приведённое в последнем решении, гласило:
«Флаг Боровичского городского поселения имеет форму прямоугольного полотнища в соотношениях длины и ширины 3:2.
Верхняя половина полотнища имеет белый цвет, а нижняя половина — светло-голубой цвет.
В геометрическом центре полотнища располагается изображение утверждённого герба Боровичского городского поселения, занимающее 1/8 площади поля флага».
Герб Боровичского городского поселения, утверждённый 31 октября 2005 года, повторял собою старый герб, Высочайше утверждённый 2 (13) апреля 1772 года.